# Adrián Dalmau
Adrián Dalmau Vaquer (Palma di Maiorca, 23 marzo 1994) è un calciatore spagnolo, attaccante del Korona Kielce.

## Caratteristiche tecniche
È un centravanti.

## Carriera
Ha esordito il 25 novembre 2012 con la maglia del Rayo Vallecano B in occasione del match perso 2-0 contro l'Ourense.
Il 16 febbraio 2019, con la maglia dell’Heracles Almelo, realizza 4 reti nella sfida contro il Fortuna Sittard, terminata 6-0 valida per l’Eredivisie 2018-2019. Conclude la stessa stagione con 19 gol realizzati, guadagnandosi, così, il terzo posto nella classifica dei marcatori, alle spalle di de Jong del PSV e Tadić dell’Ajax, entrambi a quota 28. Il 9 luglio viene acquistato dall’Utrecht.

## Statistiche

### Presenze e reti nei club
Statistiche aggiornate al 16 febbraio 2019.
| Stagione        | Squadra          | Campionato      | Campionato | Campionato | Coppe nazionali | Coppe nazionali | Coppe nazionali | Coppe continentali | Coppe continentali | Coppe continentali | Altre coppe | Altre coppe | Altre coppe | Totale | Totale | Totale |
| Stagione        | Squadra          | Comp            | Pres       | Reti       | Comp            | Pres            | Reti            | Comp               | Pres               | Reti               | Comp        | Pres        | Reti        | Pres   | Reti   |        |
| --------------- | ---------------- | --------------- | ---------- | ---------- | --------------- | --------------- | --------------- | ------------------ | ------------------ | ------------------ | ----------- | ----------- | ----------- | ------ | ------ | ------ |
| 2012-2013       | Rayo Vallecano B | SDB             | 10         | 1          |                 | -               | -               |                    | -                  | -                  |             | -           | -           | 10     | 1      |        |
| 2013-2014       | Zamora CF        | SDB             | 28         | 2          | CR              | 0               | 0               |                    | -                  | -                  |             | -           | -           | 28     | 2      |        |
| 2014-2015       | Racing Ferrol    | SDB             | 38         | 8          | CR              | 2               | 2               |                    | -                  | -                  |             | -           | -           | 40     | 10     |        |
| 2015-2016       | Espanyol B       | SDB             | 25         | 12         |                 | -               | -               |                    | -                  | -                  |             | -           | -           | 25     | 12     |        |
| 2015-2016       | Numancia         | SD              | 9          | 0          | CR              | 0               | 0               |                    | -                  | -                  |             | -           | -           | 9      | 0      |        |
| 2016-2017       | Maiorca          | SD              | 7          | 0          | CR              | 2               | 0               |                    | -                  | -                  |             | -           | -           | 9      | 0      |        |
| 2017-2018       | Villarreal B     | SDB             | 40         | 11         |                 | -               | -               |                    | -                  | -                  |             | -           | -           | 40     | 11     |        |
| 2018-2019       | Heracles Almelo  | ED              | 20         | 10         | CO              | 1               | 0               |                    | -                  | -                  |             | -           | -           | 21     | 10     |        |
| Totale carriera | Totale carriera  | Totale carriera | 177        | 44         |                 | 5               | 2               |                    | -                  | -                  |             | -           | -           | 182    | 47     |        |